# Scott Donie
Scott Richard Donie (ur. 10 października 1968 w Vicenzy) – amerykański skoczek do wody, trener.
W 1991 otrzymał brązowy medal uniwersjady w konkurencji skoku z wieży. Był dwukrotnym uczestnikiem letnich igrzysk olimpijskich – w 1992 zdobył srebrny medal w konkurencji skoku z wieży (w finale uzyskał 633,63 pkt), natomiast cztery lata później uzyskał w finale konkurencji skoku z trampoliny rezultat 666,93 pkt i zajął 4. pozycję w tabeli. W latach 1995–1996 występował też w konkursach pływackich Pucharu Świata i Grand Prix rozgrywanych pod egidą FINA.
W 1993 rozpoczął karierę trenerską, zostając asystentem trenera skoków do wody na Uniwersytecie Miami. Funkcję asystenta pełnił do 1996 roku. W 2000 został trenerem skoków do wody na Uniwersytecie Nowojorskim, funkcję tę sprawował przez szesnaście lat.